# 塞夫利耶夫斯基峰
62°57′40.3″S 62°29′13″W / 62.961194°S 62.48694°W

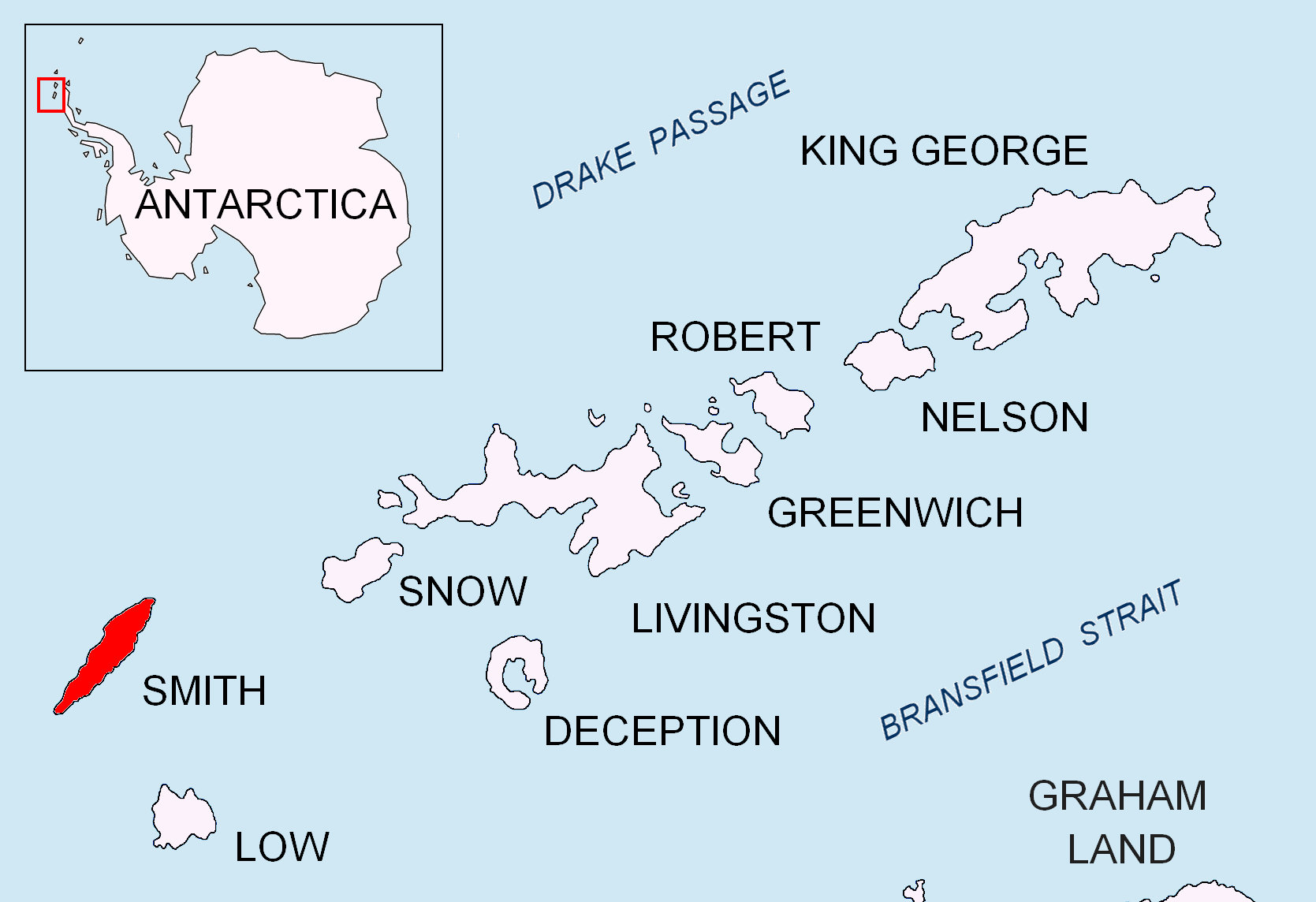

塞夫利耶夫斯基峰是南極洲的山峰，位於南設得蘭群島的史密斯島，屬於伊梅昂山脈的一部分，處於德里諾夫峰以南1公里和斯拉蒂納峰東北面0.89公里，海拔高度1,740米。

## 外部連結
- SCAR Composite Antarctic Gazetteer（页面存档备份，存于）